# Prodidomus nigellus
Prodidomus nigellus là một loài nhện trong họ Gnaphosidae.
Loài này thuộc chi Prodidomus. Prodidomus nigellus được Eugène Simon miêu tả năm 1890.